# Sistema linguistico emiliano-romagnolo
L'emiliano-romagnolo è un continuum linguistico facente parte della famiglia gallo-italica (la quale comprendente la stragrande maggioranza delle lingue del Nord Italia) comprendente due principali varietà: l'emiliano e il romagnolo (cui si aggiunge il gallo-piceno a seconda degli autori). Tale appellativo è molto avversato dai locutori, a cui preferiscono identificarsi nelle due varietà principali, specialmente in Romagna, o direttamente al dialetto locale cittadino.
Fu riconosciuto, come lingua unica, fra le lingue minoritarie europee nel 1981 (Rapporto 4745 del Consiglio d'Europa). In seguito, nel 2009, la Registration Authority per lo standard ISO 639-3 ha ritirato il codice "eml" che la identificava, sostituendolo con i codici "egl" e "rgn", assegnati rispettivamente all'emiliano e al romagnolo, in riconoscimento della separazione letteraria, culturale e politica fra le due parti della regione. Nel 2015 anche l'UNESCO ha inserito l'emiliano e il romagnolo come due lingue distinte tra quelle meritevoli di tutela contemplate nel Red book of endangered languages.
Le due varietà possono essere considerate separate dal punto di vista culturale e letterario, situazione paragonata talvolta a quella del serbo-croato, rendendole due entità etnolinguistiche differenti.
Le caratteristiche che distinguono le varietà emiliano-romagnole dalle altre lingue gallo-italiche includono il sistema vocalico caratterizzato dalla sistematica palatalizzazione e dittongazione delle vocali toniche latine in sillaba aperta, e dall'estesa sincope delle vocali atone, con l'eccezione di /a/.

## Classificazione
Le varietà emiliano-romagnole sono state indicate fin dai tempi di Bernardino Biondelli come parte del gruppo linguistico gallo-italico, assieme a ligure, lombardo e piemontese.
Le lingue gallo-italiche fanno parte delle lingue galloromanze, in accordo con la distinzione tra lingue romanze occidentali e orientali descritta da Walther von Wartburg.

## Ortografie
Alcuni fonemi, pur non disponendo di un grafema univoco in una certa grafia, possono essere comunque presenti nei dialetti che, nella tabella qui di seguito, non hanno tali suoni raffigurati.
| Fonema                             | Romagnolo (sarsinate) | Romagnolo | Bolognese | Reggiano | Modenese | Mirandolese | Piacentino |
| ---------------------------------- | --------------------- | --------- | --------- | -------- | -------- | ----------- | ---------- |
| [a] - non accentata                |                       | a         | a         | a        | a        | a           | a          |
| [a] - a breve                      |                       |           | à         | à        | á        | à           |            |
| [a:] - a lunga                     |                       | ā         | â         | â        | à        | àa          |            |
| [æ] - a anteriore                  |                       |           | ä         |          |          |             | ä          |
| [ɒ] - a posteriore                 |                       |           | å         |          |          |             |            |
| [ə] - vocale centrale              |                       |           |           |          | ë, ä, ö  |             | ë          |
| [ɐ] - vocale centrale quasi aperta |                       |           | e         |          |          |             |            |
| [ɐ] - a fine parola                |                       |           | a         |          |          |             |            |
| [ɛ] - e aperta breve               | è                     | è         |           |          |          |             |            |
| [ɛ:] - e aperta lunga              | ë                     |           | è         | ê        | è        |             |            |
| [ɛə] - e aperta centralizzata      |                       | ë         |           |          |          |             |            |
| [e] - non accentata                |                       | e         | e         | e        | e        | ẹ           |            |
| [e] - e chiusa breve               | ẹ                     |           | é         | è        | è        | è           | è          |
| [e:] - e chiusa lunga              | è                     | è         | ê         | ē        | ê        |             |            |
| [eə] - e chiusa centralizzata      | ê                     | ê         |           |          |          |             |            |
| [ɔ] - o aperta breve               |                       | ò         |           | ò        | ò        | ò           | ò          |
| [ɔ:] - o aperta lunga              | ö                     |           |           | ô        | ò        |             |            |
| [ɔə] - o aperta centralizzata      |                       | ö         |           |          |          |             |            |
| [œ] - e aperta arrotondata         | œ                     |           |           |          |          |             |            |
| [o] - o non accentata              |                       | o         | o         | o        | o        | ọ           |            |
| [o] - o chiusa breve               |                       |           | ó         |          | ó        | ó           | ó          |
| [o:] - o chiusa lunga              | ó                     | ó         | ô         | ō        | ô        |             |            |
| [oə] - o chiusa centralizzata      |                       | ô         |           |          |          |             |            |
| [ø] - e chiusa arrotondata         | ø                     |           |           |          |          |             | ö          |
| [i] - i non accentata              |                       | i         | i         | i        | i        | i           | i          |
| [i] - i breve                      |                       |           | í         | ì        |          |             |            |
| [i:] - i lunga                     |                       |           | î         |          | î        | ìi          |            |
| [u] - u non accentata              |                       | u         | u         | u        | u        | u           | u          |
| [u] - u breve                      |                       |           | ú         | ù        |          |             |            |
| [u:] - u lunga                     |                       |           | û         |          | û        | ùu          |            |
| [y] - i arrotondata                |                       |           |           |          |          |             | ü          |

| Fonema                      | Romagnolo (s) | Romagnolo | Bolognese | Reggiano | Modenese | Mirandolese | Piacentino |
| --------------------------- | ------------- | --------- | --------- | -------- | -------- | ----------- | ---------- |
| [s] - s sorda               | s             | s         | s         | s        | s        | s           | s          |
| [z] - s sonora              | ṡ             | ṡ         | ṡ         | ṣ        | ṣ        | ṣ           | ś          |
| [θ] - s dentale sorda       | z             | z         | z         |          |          |             |            |
| [ð] - s dentale sonora      | ż             | ż         | ż         |          |          |             |            |
| [sː] - s lunga              |               |           | ss        | 'ss      |          |             |            |
| [stʃ] - dittongo [s] e [tʃ] | s-c           | s-c       | s-c       | s'c      | s'c      |             | s'c        |
| [ʎ] - palatale laterale     | gli           | gli       | gli       |          |          | gli         |            |
| [gl] - dittongo [g] e [l]   | g-l           | g-l       | g-l       |          |          |             |            |
| [ɲ] - nasale laterale       | gn            | gn        | gn        | gn       | gn       | gn          | gn         |
| [ŋ] - n davanti a [g]       |               |           | ṅ(n)      |          |          | ṅ           |            |
| [bv] - dittongo [b] e [v]   |               |           |           |          |          | ṿ           |            |
| [tʃ] - c palatale           |               |           |           | c'       |          | ć           |            |
| [dʒ] - g palatale           |               |           |           | g'       |          | ǵ           |            |
| [k] a fine di parola        |               |           | c         | ch       |          |             | c          |
| [g] a fine di parola        | g             | gh        | g         |          |          |             |            |
| [tʃ] a fine di parola       | c'            | c'        | c'        |          |          |             |            |
| [dʒ] a fine di parola       | g'            | g'        | g'        |          |          |             |            |
| [j] - i consonante          | j             | j         | j         | j        | j        |             |            |
| [w] - u consonante          |               |           |           |          |          | u           |            |

## Diffusione
Oltre che l'Emilia-Romagna e San Marino, si considerano anche alcune regioni confinanti.

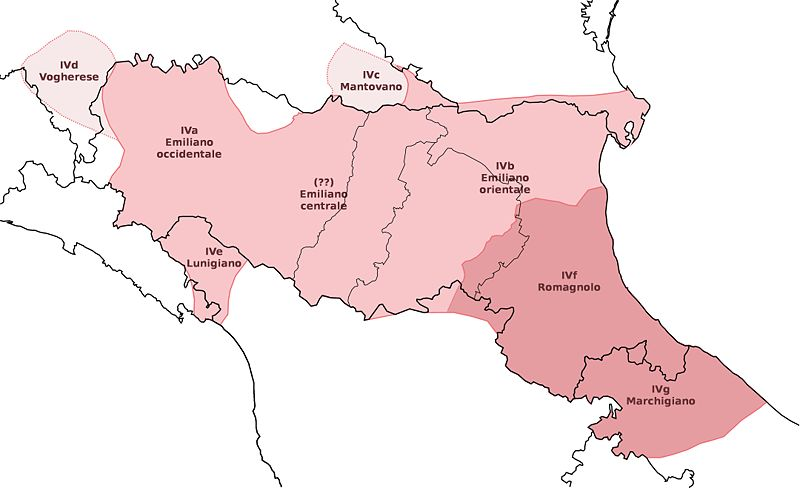
Mappa di diffusione

Le sue varietà si estendono a nord del fiume Po dove includono una porzione della Provincia di Rovigo storicamente conosciuta come Transpadana Ferrarese, buona parte della provincia di Mantova, la zona sudorientale della Provincia di Cremona intorno a Casalmaggiore (dialetto casalasco) e la città di Pavia con il suo circondario, per poi spingersi di nuovo sulla sponda destra del fiume nell'Oltrepò Pavese. Risulta comunque controversa la posizione del pavese cittadino (talvolta identificato unitamente all'oltrepadano come pavese-vogherese), parlato nella città di Pavia, nelle immediate vicinanze e nella sua provincia sulla sponda sinistra del Po (ad esclusione del settore settentrionale della provincia, già linguisticamente lombardo fin da Bereguardo e Landriano). Sebbene qualcuno oggi aggreghi il pavese cittadino al gruppo occidentale della lingua lombarda a causa della sempre più intensa influenza del dialetto milanese, a partire da Bernardino Biondelli è ritenuto un dialetto di tipo emiliano almeno dal Medioevo. Come varietà emiliana di transizione il pavese-vogherese è indicato nella Carta dei dialetti d'Italia elaborata da Giovan Battista Pellegrini nel 1977. Ma seppur gradualmente, il continuum emiliano si spinge ancora più ad occidente dell'Oltrepò Pavese, fino ad insinuarsi nella provincia di Alessandria, in Piemonte. Si noterebbe infatti solo sulla sponda sinistra della Scrivia l'inizio dell'area interessata dalla lingua piemontese.
Scavalca inoltre l'Appennino settentrionale raggiungendo la provincia di Massa-Carrara, specialmente nella città di Carrara, in Toscana.
Secondo alcuni autori, romagnole sarebbero anche le lingue locali diffuse nella Provincia di Pesaro e Urbino, a Senigallia (AN) e nel Monte Conero (AN), dove le caratteristiche galliche si mescolano a quelle dei dialetti italiani mediani. Fu per primo Bernardino Biondelli ad ascrivere al gruppo dell'emiliano-romagnolo i dialetti estesi fino al Pesarese-Urbinate. Secondo altri autori, invece, gli idiomi parlati nelle Marche settentrionali sono una varietà autonoma del continuum gallo-italico, detta "dialetto gallo-piceno o gallico marchigiano".

## Situazione attuale
Le parlate emiliano-romagnole, come entità unica prima e distinta in Emiliano e Romagnolo poi, sono classificati dall'UNESCO come in "serio pericolo di estinzione" (seriously endangered), con un numero di parlanti stimati attorno ai due milioni nel 2011. La maggior parte della popolazione della regione Emilia-Romagna non sarebbe a oggi più capace di portare avanti una conversazione, essendo l'impiego in via esclusiva limitato solo al 6,5% del totale in contesti familiari, e all'1,1% con estranei.

## Varietà
Una koinè emiliano-romagnola non esiste, i due componenti principali del sistema, Emiliano e Romagnolo, risultano frammentate in numerosi dialetti solitamente orbitanti attorno a nuclei urbani (città e paesi):
- Emiliano
  - dialetto carrarese e dialetto della Lunigiana
  - dialetto tortonese
  - dialetto pavese e dialetto oltrepadano
  - dialetto piacentino e dialetto bobbiese
  - dialetto modenese, dialetto carpigiano, dialetto mirandolese e dialetto frignanese
  - dialetto reggiano e dialetto guastallese
  - dialetto parmigiano
  - dialetto casalasco-viadanese
  - dialetto mantovano
  - dialetto bolognese
    - cittadino
    - montano
      - medio
      - alto

    - della pianura
      - occidentale
      - orientale
      - settentrionale

  - dialetto ferrarese
    - dialetto comacchiese

  - dialetto basso mantovano
- Romagnolo
  - dialetto ravennate
  - dialetto forlivese
  - dialetto cesenate
  - dialetto riminese
  - dialetto sammarinese
- dialetto gallo-piceno: il dialetto della provincia di Pesaro-Urbino, del circondario di Senigallia e dell'isola linguistica del Monte Conero (nelle Marche) appartiene al gruppo gallo-italico. Affine al romagnolo[28][29][30][31][32], secondo alcuni studiosi costituirebbe tuttavia una terza derivazione del continuum qui descritto e non una sua semplice variante[23].

Si ritiene che la differenziazione maggiore tra le due sezioni sopra descritte sia avvenuta nell'alto medioevo, all'epoca della dominazione bizantina in Romagna e longobarda in Emilia e Lombardia. Probabilmente a causa della divisione politica, la dittongazione gallo-romanza delle vocali [ĕ] ed [ŏ] latine non si estese all'area romagnola. In seguito, con il venir meno della dominazione bizantina e con la riduzione dei dittonghi gallo-romanzi, le differenze si appianarono in parte, pur con esiti vocalici differenti.

## Quadro legislativo
Le parlate emiliano-romagnole possono ritenersi parlate regionali o minoritarie ai sensi della Carta europea per le lingue regionali o minoritarie che all'Art. 1 afferma che per "lingue regionali o minoritarie si intendono le lingue [...] che non sono dialetti della lingua ufficiale dello stato". La Carta europea per le lingue regionali o minoritarie, approvata il 25 giugno 1992 ed entrata in vigore il 1º marzo 1998, è stata firmata dall'Italia il 27 giugno 2000 ma non è ancora ratificata. Lo Stato italiano dunque non ne riconosce i locutori come minoranza linguistica.
La regione Emilia-Romagna predispose una legge per la "Tutela e Valorizzazione dei dialetti dell'Emilia-Romagna", la "Legge Regionale 7 novembre 1994, n. 45" che però fu abrogata nel dicembre del 2013. A luglio 2014 il consiglio regionale ha votato all'unanimità una nuova legge per la conservazione e la trasmissione del patrimonio dialettale.
Al di fuori dell'Emilia-Romagna, invece, le varietà emiliano-romagnole non sono riconosciute come tali e non godono di alcuna particolare forma di tutela.